# Ліснівка
Лісні́вка (крим. Lesnivka, до 1948 — Горопашнік, крим. Ğoropaşnik) — село Євпаторійського району Автономної Республіки Крим.